# Palazzo Diomede Carafa

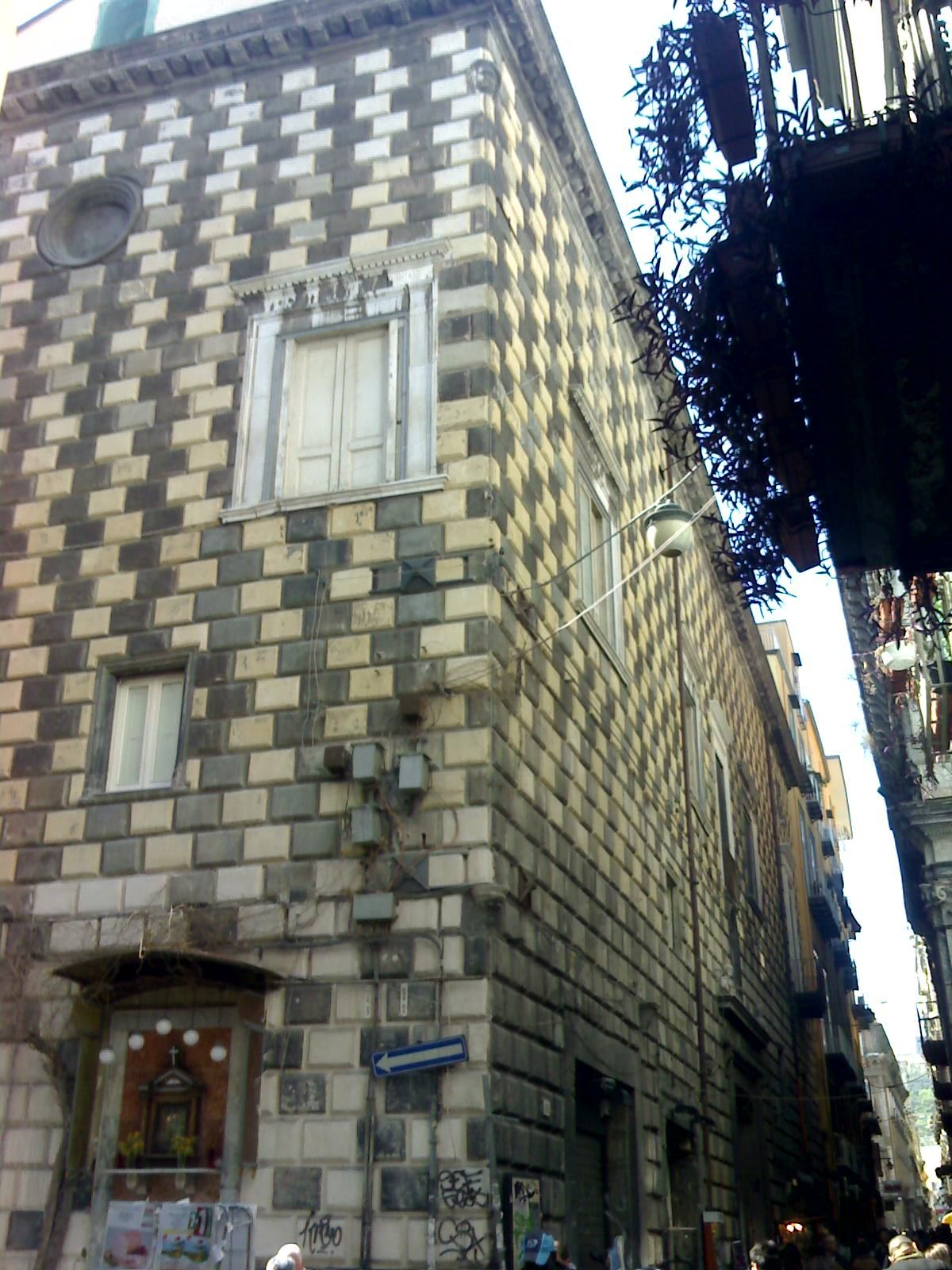
Palazzo Diomede Carafa in Neapel

Der Palazzo Diomede Carafa ist ein Palast aus dem 15. Jahrhundert im Viertel Pendino in Neapel in der italienischen Region Kampanien. Er liegt in der Via San Biagio dei Librai, 121.

## Geschichte
Den Palast ließ Diomede Carafa, der erste Graf von Maddaloni, mit dem Ziel errichten, dort die Fundstücke aus der Antike unterzubringen, die in der Stadt entdeckt wurden, wobei ein vorher bereits existierendes Gebäude aus dem Mittelalter grundlegend umgebaut wurde; dieses Gebäude gehörte vermutlich ebenfalls der Familie Carafa. Der Umbau war 1466 beendet, was sogar durch einen lateinischen Epigraph im Ehrenhof bezeugt wird:

“HAS COMES INSIGNIS DIOMEDES CONDIDIT AEDES& CARAFA IN LAUDEM REGIS PATRIAEQUE DECOREM& EST ET FORTE LOCUS MAGIS APTUS ET AMPLIUS IN URBE SIT SED AB AGNATIS DISCEDERE TURPE PUTAVIT“
(dt.: Der berühmte Graf Diomede Carafa errichtete dieses Haus. Es dient dem Lob des Königs und der Ehre des Landes. Vielleicht gibt es auch einen größeren und passenderen Standort in der Stadt, aber er hielt es für beschämend, sich von seinen Vorfahren zu trennen.)

Laut Chiarini, der Aufzeichnungen von Bernardo De Dominici wiederholt, geht das Projekt des vorher existierenden mittelalterlichen Palastes auf Masuccio Primo zurück, aber über die Zuordnung des Palastprojektes wurden dennoch auch andere Theorien geäußert, darunter auch eine, die annimmt, dass sich das Werk auf Angelo Aniello Fiore zurückführen lässt, einen Steinmetz und Architekten, dem auch das Projekt des Palazzo Petrucci zu verdanken ist, mit dem der Bau zahlreiche architektonische Analogien zeigt; Fiore arbeitete lange Zeit für die Carafas und realisierte für sie ein Familiengrab in der Basilika San Domenico Maggiore.
Später fiel der Palast an den Sohn von Diomede Carafa und noch später ging er in den Besitz der Carafas di Columbrano über, da die Grafen von Maddaloni keine Nachkommen hatten; die neuen Besitzer ließen den Palast umbauen und brachten ihn so nach Jahren der Vernachlässigung zu altem Glanz. Nach dem Tod der Fürstin Faustina Pignatelli, der Gattin von Francesco Carafa di Columbrano, wurde der Palast erneut vernachlässigt und 1813 kaufte ihn Francesco Santangelo, der ihn zu einem privaten Museum umbauen ließ. Nachher wohnte darin dessen Sohn, Nicola Santangelo, Innenminister des Königreiches beider Sizilien während der Herrschaften von Franz I. und von Ferdinand II., der die dortige numismatischen Sammlung und die Gemäldesammlung erweiterte und bereicherte.

## Beschreibung

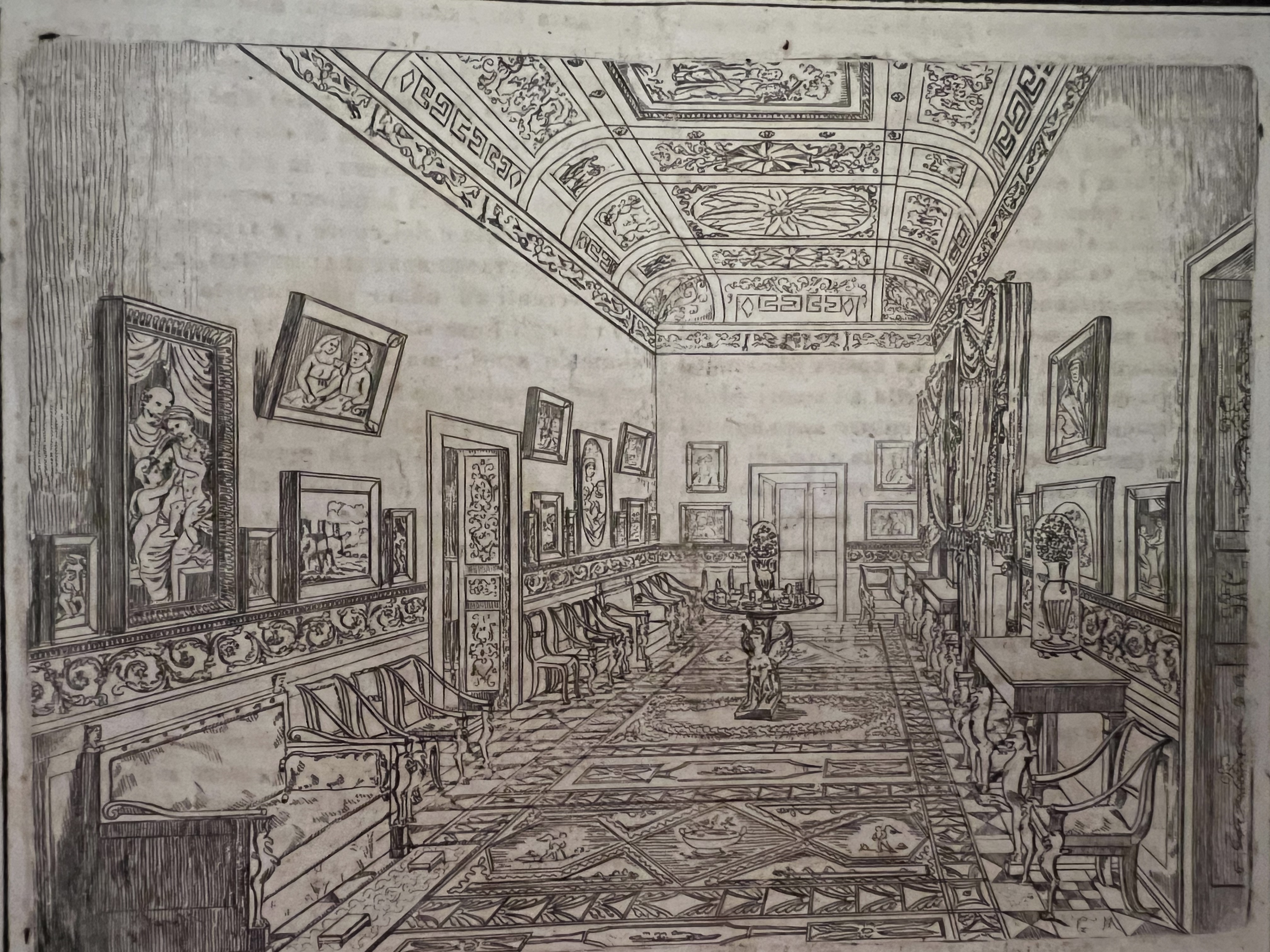
Beschreibung der Rivista Omnibus von 1835 im Museum Santangelo

Bei dem Palast handelt es sich um einem „Blockpalast“ ohne vertikale Unterteilungen und vollständig mit gelben Tuffblöcken und grauen Steinblöcken verkleidet, die sich untereinander abwechseln und immer noch dem mittelalterlichen Geschmack entsprechen.
Die Fassade ist auch durch die balkenverzierten Fenster des ersten Obergeschosses und durch das große, quadratische Portal aus weißem Marmor gekennzeichnet, das typisch für die neapolitanische Renaissance war und dem des Palazzo Petrucci ähnelt. Das Portal zeigt einen runden Kranz aus Lorbeerblättern, der über die glatte Oberfläche des Architravs hinausragt, während es weiter oben, auf dem mittleren Band des Gebälks Friese gibt, die die Symbole der Familie Carafa, die Wappen und die etruskische Waage zeigen, die sich auf den zwölf Flügeln des Holztores aus dem 15. Jahrhundert darunter wiederholen; an den Innenecken des Portals befinden sich zwei „Engel, die das Familienschild tragen“. Das Gebälk ist durch seitliche Konsolen gestützt und stützt am Rahmen Büsten, die die Kaiser Claudius und Vespasianus darstellen sollen, während sich in der Mitte eine Nische mit der Statue des Hercules öffnet. Auf den beiden oberen Eckpunkten des Gebäudes schließlich sind an den Ecken der Hauptfassade die Voluten von Diomede Carafa und seiner Gattin eingemeißelt.
Im Inneren befanden sich eine beachtliche Anzahl von Statuen und Reliefen, die die Wände des Innenhofes und des Treppenhauses zieren: Davon sind nur noch einige Friese entlang der Treppe und das Adelswappen oben an der Rückwand erhalten, unter dem sich der Überrest eines Freskos in einer Nische befindet. Links des Innenhofes, oberhalb des Empfangssalons, liegt die Zugangstreppe, während entlang der inneren Fassade unter dem Putz die Rundbögen mit achteckigen Säulen entdeckt wurden, Elemente, die an den mittelalterlichen Palast erinnern und die auf den Stil des Hofes des Castel Nuovo zurückzuführen sind.
Im Innenhof des Palastes ist außerdem die Terrakottakopie des bronzenen Pferdekopfes, Teil eines Reiterdenkmals, erhalten, das Donatello für den König Alfons V. von Aragón nie fertigstellte. Die Skulptur Donatellos blieb bis 1809 an dieser Stelle und schenkte sie der letzte Herzog Carafa di Colubrano dem Archäologischen Nationalmuseum Neapel. So wurde das Original durch die Kopie aus Terrakotta ersetzt, die bei dieser Gelegenheit an der Rückwand des Innenhofes angebracht wurde.